# Coll de Serradell
El Coll de Serradell és una collada situada a 1.544,9 metres d'altitud entre els termes municipals de Conca de Dalt (antic terme de Toralla i Serradell), al Pallars Jussà, i l'antic terme ribagorçà d'Espluga de Serra, actualment pertanyent a Tremp.
Es troba a la carena que separa les comarques del Pallars Jussà i de l'Alta Ribagorça, tot i que administrativament pertany tot ell a la primera de les dues comarques. És al nord del Puig de Lleràs, i al sud de la Costa Cirera, continuació cap a migdia de la Serra de l'Estall.